# Wilhelm Seippel

50-Jahre-Jubiläums-Katalog, 1908

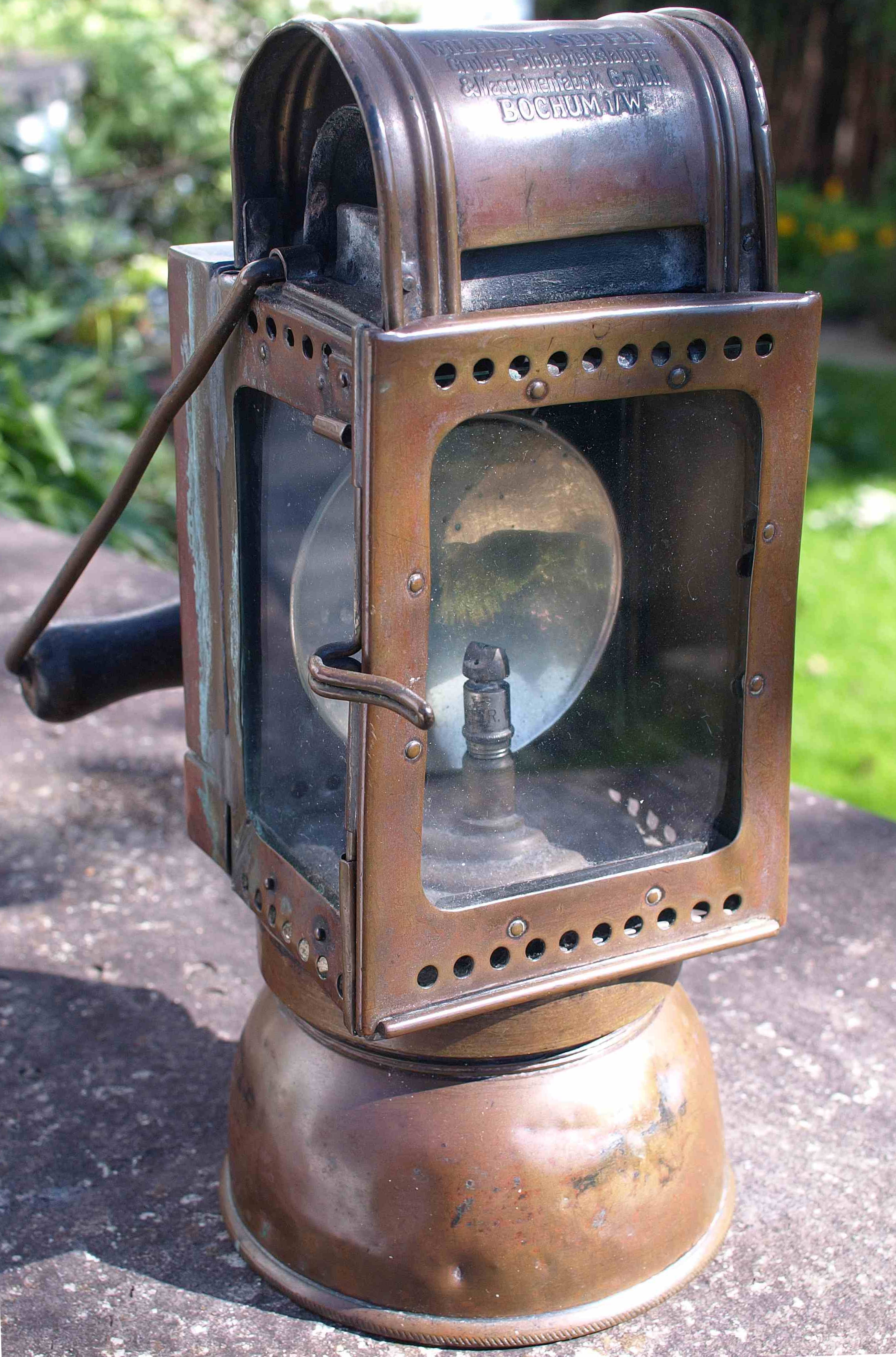
Karbidlampe der Wilhelm Seippel GmbH, Bochum

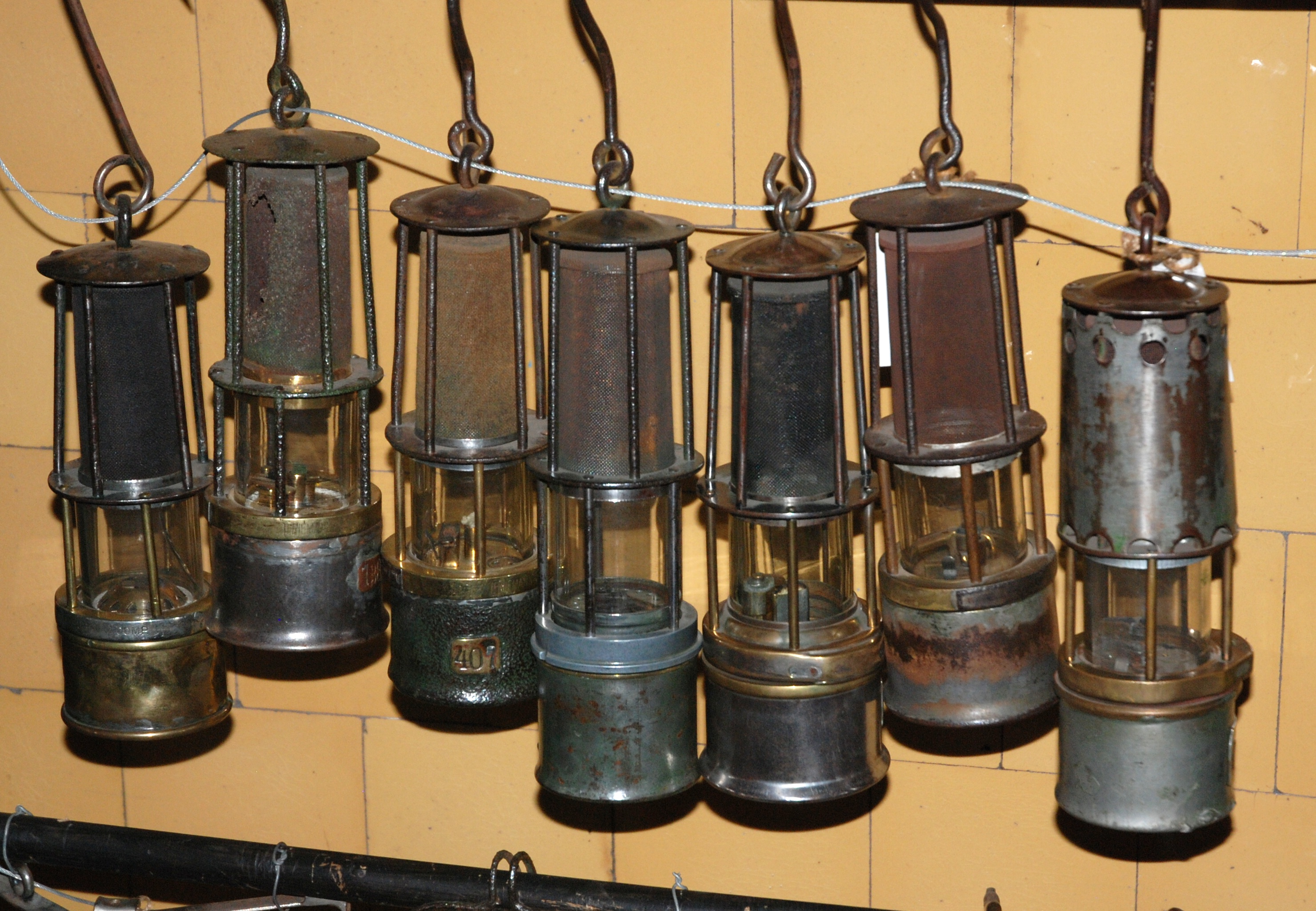
Verschiedene Benzinsicherheitslampen; in der Mitte eine Seippel-Lampe Z.L. 6 (Zünder-Lampe 6)

Wilhelm Seippel (* 6. Mai 1832 in Spenge; † 5. Oktober 1906 in Bochum) war ein deutscher Unternehmer und Grubenlampenfabrikant in Bochum.

## Leben
Wilhelm Seippel war der Sohn von Philipp Seippel (1785–1842). Er gründete 1858 in Bochum, gegenüber der Propsteikirche St. Peter und Paul am Altenmarkt 1–3, eine Eisenwarenhandlung. Kurz nach der Gründung wurde eine Schlosserei angeschlossen.
Aus diesem Unternehmen ging die Wilhelm Seippel GmbH hervor, ein Werk, das insbesondere Grubenlampen, darunter Benzin- und Karbidlampen, herstellte. Die Wilhelm Seippel Grubensicherheitslampen und Maschinenfabrik wurde 1919 von der Concordia Electrizitäts-AG übernommen, die elektrische Grubenlampen herstellte. Im Jahre 1935 zog sie in die Langestraße (heute Karl-Lange-Straße 53) um.
Seippel war Freimaurer und Mitglied der Bochumer Loge Zu den drei Rosenknospen; an seiner ehemaligen Fabrik zeugt davon heute noch ein Hexagramm im Mauerwerk. Er liegt im Kortumpark begraben.